# Naturalisatiedag
Naturalisatiedag wordt jaarlijks in Nederland op Koninkrijksdag (15 december) gehouden. Er vinden naturalisatieceremonies plaats. Daarnaast kunnen ook mensen worden uitgenodigd die in de loop van het jaar een naturalisatieceremonie hebben gehad (gemeenten worden sinds 1 oktober 2006 geacht om minstens één keer per zes weken aan naturalisanten ceremonieel het betreffende naturalisatiebesluit te overhandigen).
Sinds 2006 is er een wettelijke verplichting voor gemeenten om jaarlijks deze dag te organiseren.
Op 24 juni 2005 besloot de ministerraad dat deze dag zal worden ingevoerd. Naturalisatiedag moet een feestdag voor nieuwe Nederlanders worden, zo vond de regering. Tot dan toe werd het naturalisatiebesluit per post toegestuurd. De bedoeling is dat gemeenten op naturalisatiedag tijdens een feestelijke ceremonie het betreffende naturalisatiebesluit overhandigen aan nieuwe burgers. Als bekroning van het integratieproces wordt op de dag benadrukt dat naturalisatie niet vrijblijvend is en wordt stilgestaan bij de rechten en plichten die bij het Nederlanderschap horen. 

## Geschiedenis
De eerste Naturalisatiedag was op 24 augustus 2006 (op 24 augustus 1815 werd de eerste grondwet in het Koninkrijk der Nederlanden ingevoerd). Er was toen nog geen voor de betrokkene verplichte naturalisatieceremonie, die geldt sinds 1 oktober 2006. In 2007 werden alle gemeenten verplicht om de Naturalisatiedag op 24 augustus te organiseren; omdat deze datum echter midden in de vakantieperiode viel werd in 2008 besloten om de Naturalisatiedag voortaan op 15 december te vieren, de dag waarop ook de Koninkrijksdag valt. Valt 15 december op een zondag, dan is de naturalisatie op 16 december.

## Internationaal
Ook in andere landen wordt aan naturalisatie een ceremonie en/of een eed gekoppeld. In de Verenigde Staten vindt de ceremonie plaats tijdens Citizenship Day die valt op 17 september, de datum waarop in 1787 de eerste grondwet van dat land werd getekend.

## Verwante onderwerpen
- Nederlandse (inter)nationale themadagen en -weken
- Feest- en gedenkdagen
- Evenement